# Porpax risi
Porpax risi – gatunek ważki z rodziny ważkowatych (Libellulidae). Występuje w południowej połowie Afryki – od Angoli po Malawi i Mozambik, niepotwierdzone stwierdzenia także z Tanzanii.